# Hawk Films
Hawk Films fue una compañía productora de cine inglesa creada por Stanley Kubrick en 1964 para su película Dr. Strangelove. También la utilizó como productora para A Clockwork Orange (1971), Barry Lyndon (1975), The Shining (1980) y Full Metal Jacket (1987).
Más tarde formó dos filiales que también fueron nombradas en honor a aves de presa. En adición a Hawk Films, Peregrine Productions (podemos decir que «Peregrine» se refiere al halcón peregrino) estuvo involucrada en la producción de Barry Lyndon y The Shining; mientras que Harrier Films («Harrier» es un tipo de halcón) estuvo involucrada en la producción de Full Metal Jacket junto con la productora principal: Stanley Kubrick Productions, la cual había fundado para 2001: A Space Odyssey (1968) y que también fue la productora principal de Eyes Wide Shut (1999).
El ecologista estadounidense Roger A. Caras fue vicepresidente de Hawk Films de 1965 a 1969, y estuvo profundamente involucrado en la promoción de 2001: A Space Odyssey.